# Ратко Личина
Ратко Личина (Грачац, 24. децембар 1964) је српски политичар. 

## Биографија
Најмлађи је учесник иницијативног одбора за оснивање Српске демократске странке одржаног у Доњем Лапцу 27. јануара 1990. године. Био је оснивач и предсједник општинског одбора СДС-а у Грачацу, који је формиран 10. марта 1990. године.
На првим вишестраначким изборима у СР Хрватској, април-мај 1990. године, изабран (као најмлађи српски посланик) у Вијеће општина Сабора СР Хрватске као један од 5 посланика Српске демократске странке.
Дана 25. јула 1990. на Српском сабору у Србу изабран у Српско национално вијеће (СНВ, тада највише политичко тијело Срба у Хрватској. Био је посланик у Скупштини САО Крајине, и посланик у првом сазиву Скупштине Републике Српске Крајине.
На изборима у РСК у јесен 1993. поново изабран за послника Скупштине РСК.
Иницијатор је обнове рада државних органа РСК у прогонству и члан Владе Републике Српске Крајине у прогонству.

## Дела
Аутор 10 томова зборника „Република Српска Крајина - државна документа књиге 1-10” (издавач „Мирослав”).
- Личина, Ратко (2016). Република Српска Крајина: државна документа: Хронологија догађаја са документацијом. 1. Београд: Мирослав.
- Личина, Ратко (2016). Република Српска Крајина: државна документа: Хронологија догађаја са документацијом. 2. Београд: Мирослав.
- Личина, Ратко (2016). Република Српска Крајина: државна документа: Хронологија догађаја са документацијом. 3. Београд: Мирослав.
- Личина, Ратко (2016). Република Српска Крајина: државна документа: Хронологија догађаја са документацијом. 4. Београд: Мирослав.
- Личина, Ратко (2016). Република Српска Крајина: државна документа: Хронологија догађаја са документацијом. 5. Београд: Мирослав.
- Личина, Ратко (2016). Република Српска Крајина: државна документа: Хронологија догађаја са документацијом. 6. Београд: Мирослав.
- Личина, Ратко (2016). Република Српска Крајина: државна документа: Хронологија догађаја са документацијом. 7. Београд: Мирослав.
- Личина, Ратко (2016). Република Српска Крајина: државна документа: Хронологија догађаја са документацијом. 8. Београд: Мирослав.
- Личина, Ратко (2016). Република Српска Крајина: државна документа: Хронологија догађаја са документацијом. 9. Београд: Мирослав.
- Личина, Ратко (2016). Република Српска Крајина: државна документа: Хронологија догађаја са документацијом. 10. Београд: Мирослав.